# Capricorne (Rork)
Pour les articles homonymes, voir Capricorne.
Capricorne est le cinquième album de la série de bande dessinée Rork, écrite et dessinée par Andreas. Cet album a été publié en 1990 aux Éditions du Lombard. Il introduit pour la première fois le personnage de Capricorne, à qui Andreas consacrera une série à partir de 1997.

## Résumé
Après des aventures qui l'ont conduit dans la jungle amazonienne puis au Mexique, Rork est de retour à New York. Il accompagne Sy-Ra, la fille de Low Valley, dans l'espoir de la faire sortir de son état végétatif grâce à l'aide d'un personnage nommé Capricorne. À l'immeuble 701, 7th avenue, Rork sympathise avec Capricorne et ses assistants Ash Grey et Astor. En compagnie de ses nouveaux alliés, il s'aventure dans les bas-fonds de New York et affronte un nouvel ennemi: Mordor Gott, possesseur du Cube Numérique.

### Personnages
- Rork
- Capricorne : Aventurier, astrologue au service de riches milliardaires, propriétaire d'un gratte-ciel.
- Sy-Ra : La fille de Low Valley, née dans un univers parallèle.
- Ash Grey : Aventurière, assistante de Capricorne.
- Astor : Bibliothécaire, assistant de Capricorne.
- Kenton : Indic couvert de cicatrices, il a le pouvoir de localiser Mordor Gott.
- Manga : Sabreur, manie le sabre japonais à la perfection.
- Mordor Gott : La némésis de Capricorne, a pactisé avec une puissance maléfique, Dahmaloch.

## Genèse de l'album
Dans un entretien, Andreas indique que cet album n'était pas prévu lors de la conception du cycle des cinq albums de Rork. "J'étais à me demander ce que j'allais faire après Rork quand ce personnage m'est apparu. Comme je ne voulais pas que l'on me «chipe» l'idée, je l'ai intégré dans mes histoires".
Dans la chronologie de la série Capricorne, ce récit se situe entre le tome 4 (Le Cube numérique, paru en 1999) et le tome 5 (Le Secret, paru en 2000).  

## Histoire éditoriale
- Publication en album, coll. « Histoires et légendes », Le Lombard, 1990,  (ISBN 2-8036-0850-2)
- Nouvelle édition, Le Lombard, 1994,  (ISBN 2-8036-1116-3)
- Inclus dans L'intégrale Rork – Tome 2, Le Lombard, 2013, 240 pages,  (ISBN 9782803632053)